# STS-51-G
STS-51G — 5-й космічний політ шатла «Діскавері» за програмою «Спейс Шаттл». Основною метою запуску було виведення на орбіту чотирьох супутників: мексиканського Morelos-A, арабського Arabsat-1B та американських Telstar-303 (Telstar-3D) та Spartan-201-1.

## Екіпаж

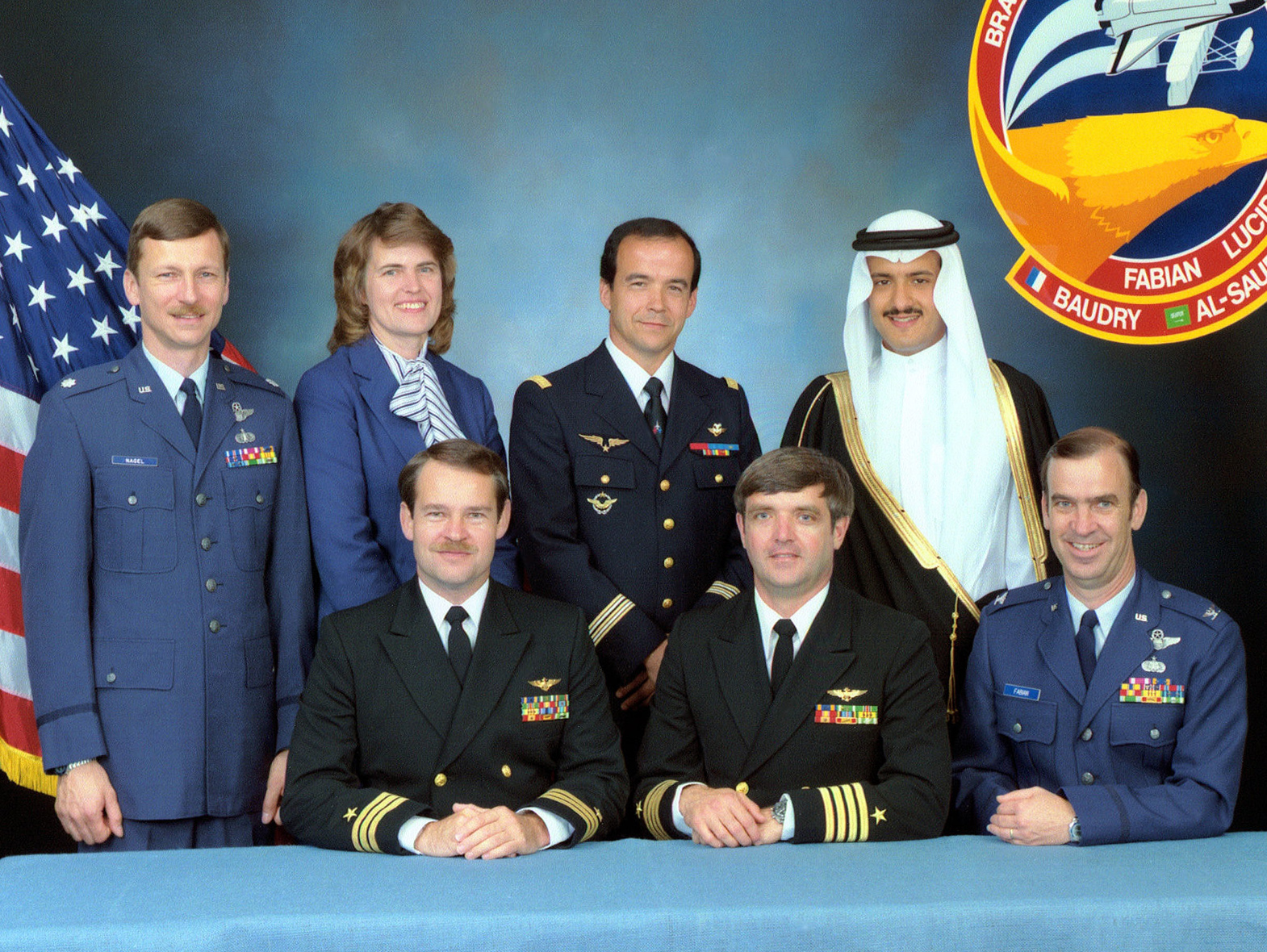
Екіпаж STS-51-G. Верхній ряд: Нейджел, Лусід, Бодрі, Aс-Сауд; нижній ряд: Крайтон, Бранденстайн, Фабіан

- Деніел Чарльз Бранденстайн, командир
- Джон Крайтон, пілот
- Джон Маккрірі Фабіан, фахівець з програми польоту
- Стивен Нейджел, фахівець з програми польоту
- Зеннон Лусід, фахівець з програми польоту
- Патрік Бодрі, фахівець з корисного навантаження
- Султан ібн Салман Аль Сауд, фахівець з корисного навантаження.

## Галерея

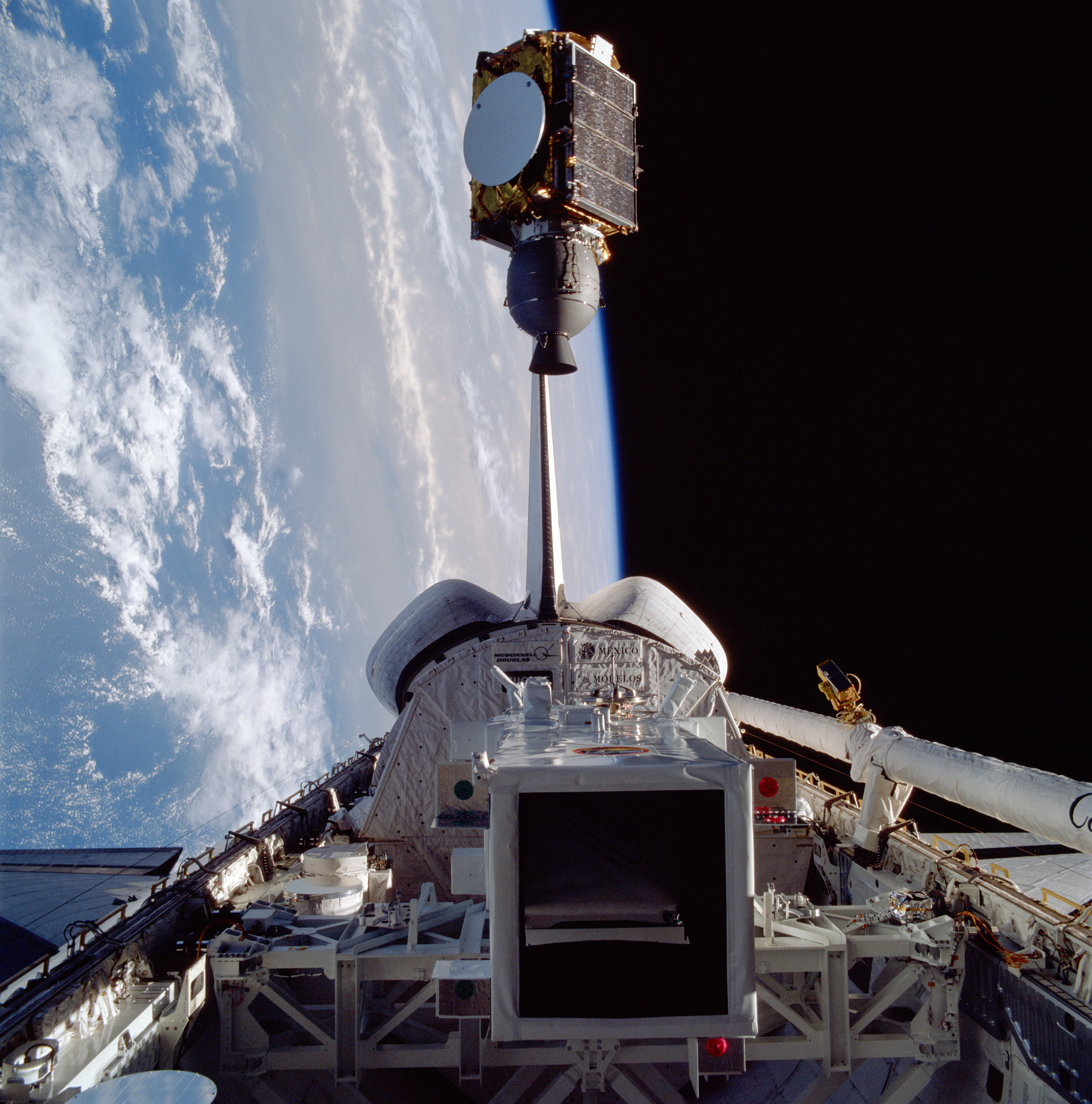
Arabsat-1B розгортання
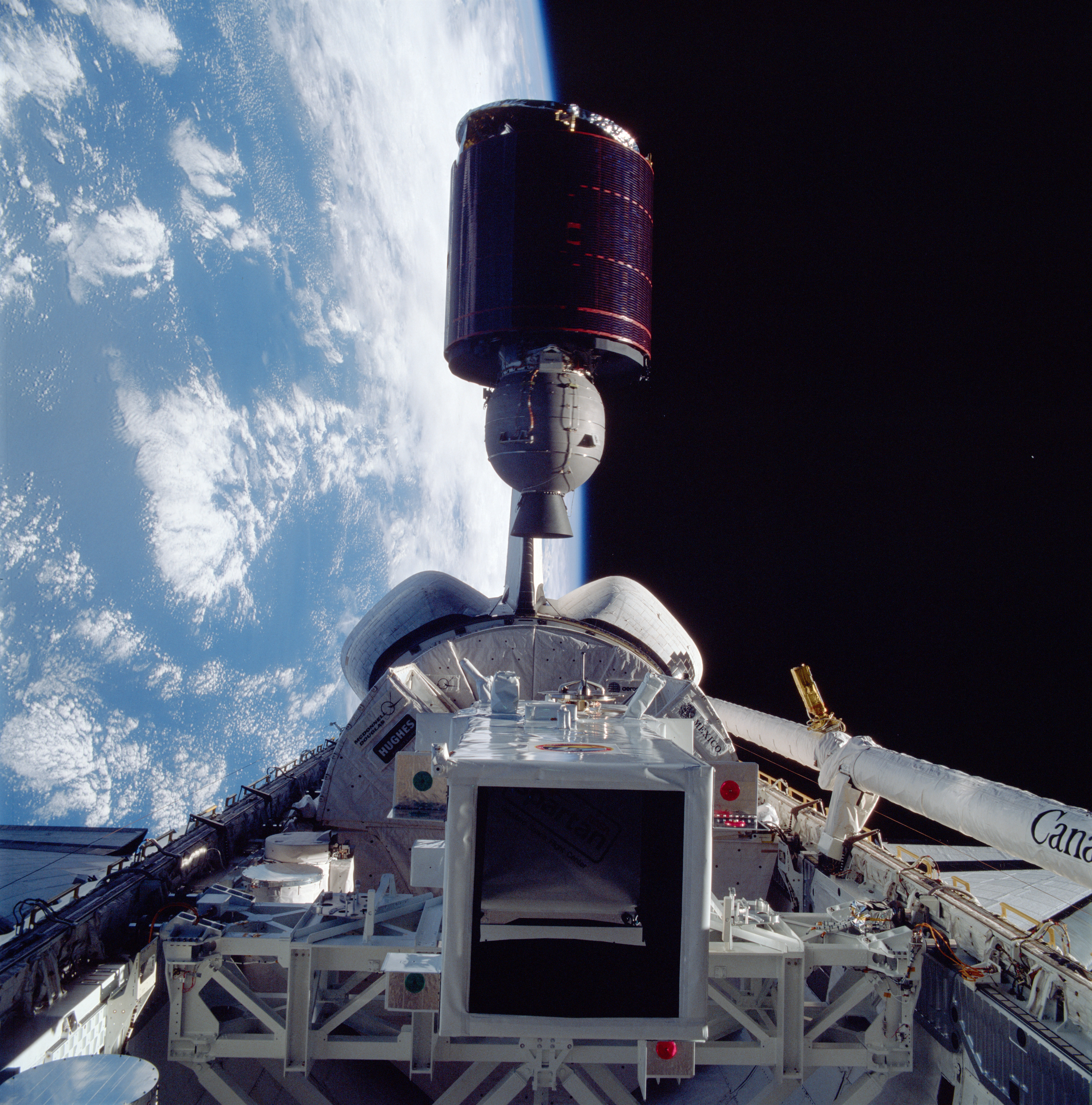
Morelos I розгортання
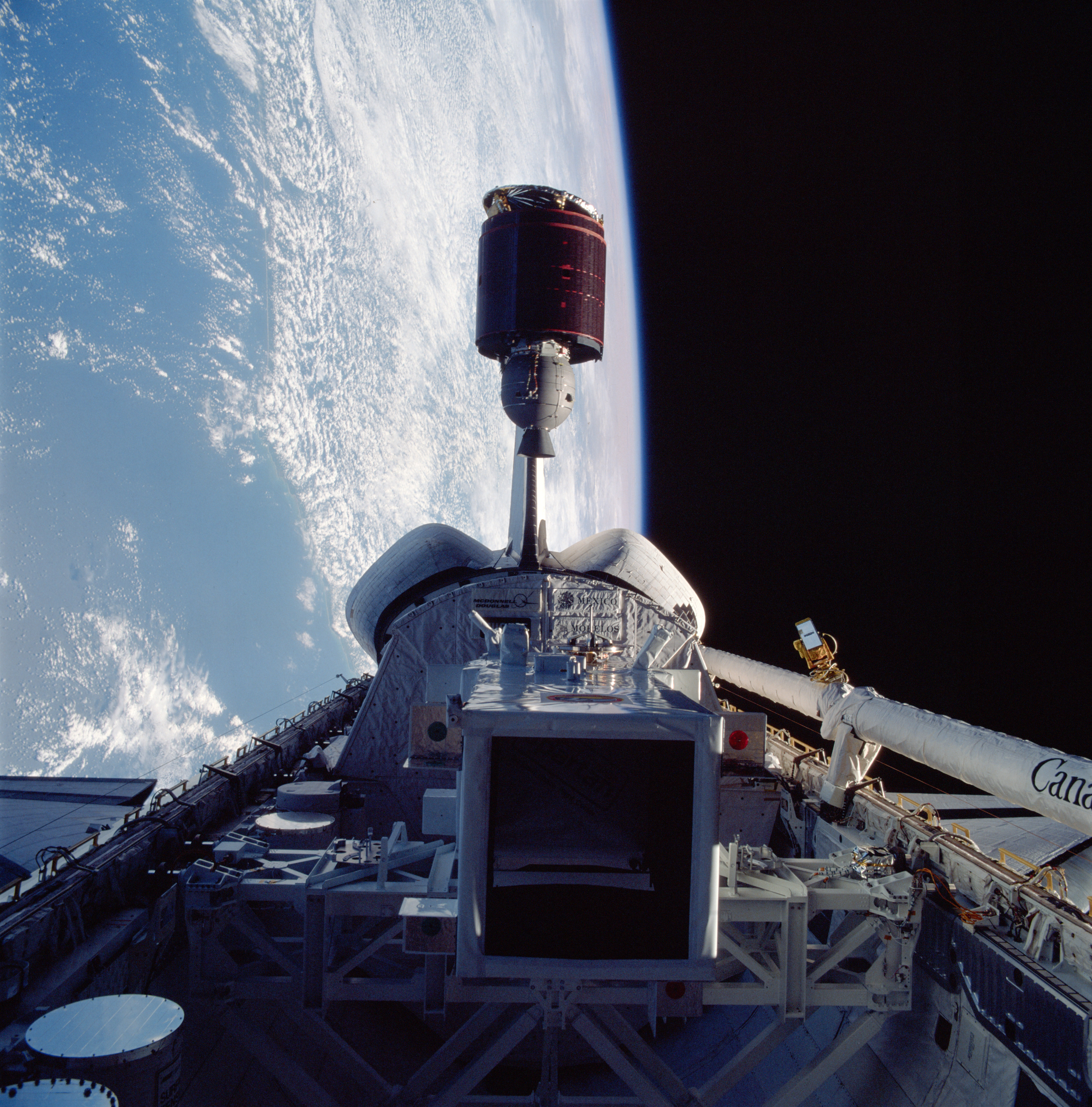
Telstar 3D розгортання
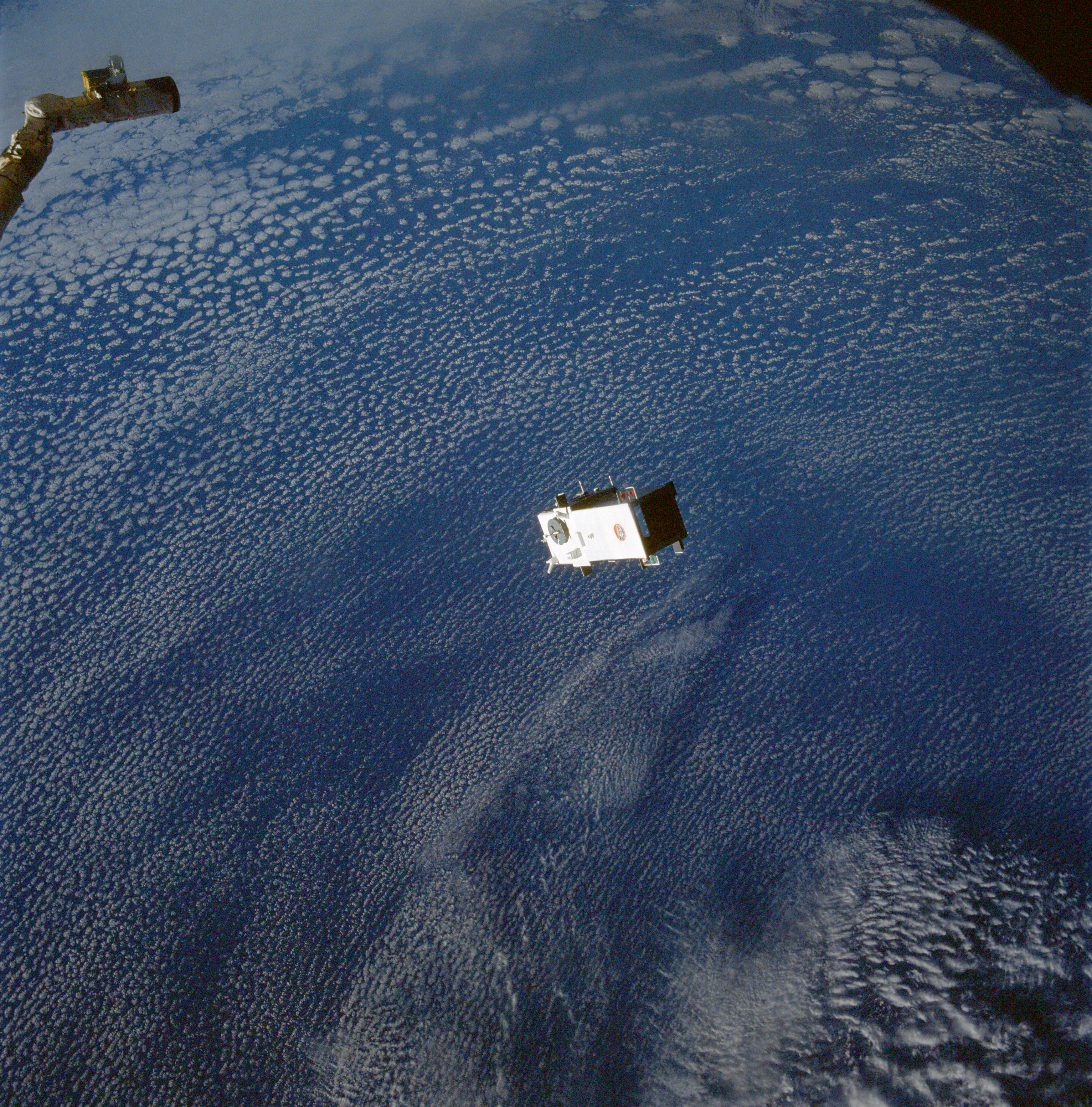
Spartan 1 після розгортання